# TRIB3
TRIB3‏ (Tribbles pseudokinase 3) هوَ بروتين يُشَفر بواسطة جين TRIB3 في الإنسان.